# Pronephrium menisciicarpon
Pronephrium menisciicarpon là một loài thực vật có mạch trong họ Thelypteridaceae. Loài này được (Blume) Holttum miêu tả khoa học đầu tiên năm 1972.